# Гарольд Елмер Ентоні
Гарольд Елмер Ентоні (англ. Harold Elmer Anthony, нар.* 5 квітня 1890 в Бівертоні, штат Орегон  — †29 березня 1970 в Парадіс, штат Каліфорнія) — американський колекціонер і зоолог, був сином Альфреда Вебстера Ентоні.

## Біографія
Він був куратором ссавців в Американському музеї природної історії і колекціонером тварин, особливо в Неотропіках. Він був президентом Американського товариства маммологів з 1935 по 1937 рік. Брав участь в експедиції до Бірми в 1938 році. На його честь названий Пайпістрел Ентоні (Pipistrellus anthonyi).

## Публікації
- A New Rabbit and a New Bat from Neotropical Regions, Bulletin of the American Museum of Natural History (1917)
- Two New Fossil Bats from Porto Rico, Bulletin of the American Museum of Natural History (1917)